# Bandeira de Rhode Island

Bandeira de Rhode Island - proporção: 29:33.

Bandeira do governador

A bandeira de Rhode Island é branca e consiste em uma âncora dourada no centro (um símbolo de esperança) rodeada por treze estrelas douradas (as Treze colônias originais e a posição de Rhode Island como o 13º estado a ratificar a Constituição). Uma fita azul embaixo da âncora leva o lema do estado em dourado: "HOPE." A bandeira de Rhode Island como é atualmente, foi adotada formalmente em 1897. É freqüentemente representada com uma franja dourada em torno de sua borda.